# Sanggaberu Silulusan
Sanggaberu Silulusan is een bestuurslaag in het regentschap Aceh Singkil van de provincie Atjeh, Indonesië. Sanggaberu Silulusan telt 1208 inwoners (volkstelling 2010).